# Пекельна хортиця

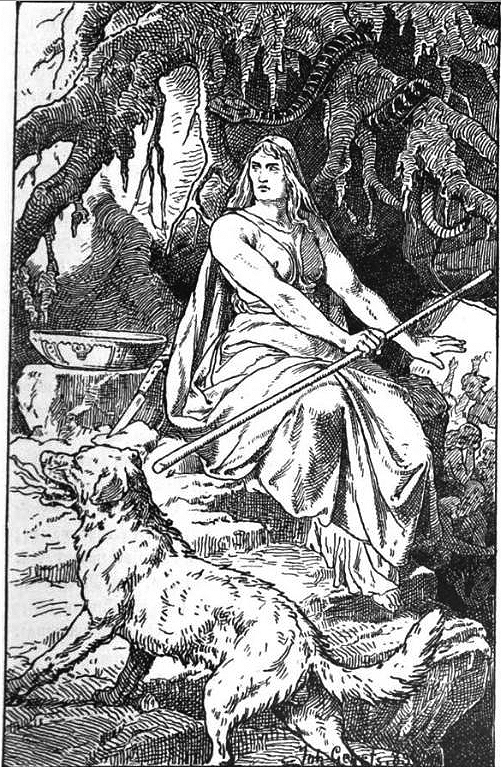
Хель і Ґарм.

Пекельна хорти́ця — міфічна надприродна істота у вигляді собаки. Найчастіше пекельна хортиця описується як величезна чорна собака з  червоними або жовтими очима що світяться, дуже сильна і швидка, має примарну або фантомну сутність і неприємний запах, а іноді навіть здатність говорити. Їм часто доручено охороняти вхід у світ мертвих або виконання інших обов'язків, пов'язаних з потойбічним або надприродним світом, такі, як полювання на заблукалі душі і охорона надприродних речей.

## У фольклорі
Найбільш відомий, ймовірно, пекельний пес це Цербер, страж Аїда з грецької міфології. Пекельний пес з'являється також у північно-європейської міфології і фольклорі як частина Дикого Полювання. Ці собаки мають різні імена в місцевих фольклорах, але вони володіють типовими характеристиками пекельних гончих.
Міф є єдиним для Великої Британії, і багато імен даються явищам: Чорний Шак Східної Англії (яка сягає своїми коренями в міфологію вікінгів, і також кельтів), Мудді Дуу на острові Мен, Гвілліу Уельсу, і так далі. Крім того, варто назвати такі імена як Гарм з скандинавської міфології і Геката з грецької міфології, так як пекельні пси, що охороняють перехрестя, та виттям попереджали про її наближення. Найбільш ранні згадки про пекельних псів зустрічаються в De nugis curialium (1190) Вальтера Мапа і валлійському циклі міфології Чотири гілки Мабіногіону (ок. X—XII століть).
У фольклорі південної Мексики і Центральної Америки пекельний пес носить ім'я Кадехо і постає у вигляді великої чорної собаки, яка переслідує мандрівників пізно вночі на сільських дорогах. Термін поширився в американській блюзовій музиці, такій як пісня Роберта Джонсона «Hellhound on my Trail».

### Баргест
Ім'я Баргест дається на півночі Англії, зокрема в Йоркширі, легендарної жахливої чорного собаку з величезними кігтями і іклами, хоча в деяких частинах цього регіону таке ж ім'я дається примарі або домовому ельфу (наприклад, в Нортамберленді і Даремі). Ночами баргести охороняють могили своїх господарів і зустріч з ними, згідно з повір'ям, приносить нещастя і швидку смерть. За деякими повір'ями ці чудовиська є ознакою Дикого Полювання. Інші ж легенди свідчать, що баргести — втілення божественної кари і втіленої відплати.
Походження і написання слова баргест спірне. Ghost на півночі Англії іноді вимовляють як guest, і ім'я духа виглядає як burh-ghest, тобто місто-привид. Вважається також, що слово походить від німецького Berg-geist (гірський дух) або Bär-geist (ведмідь-дух), натякаючи на його появу у вигляді ведмедя. Є версія і про те, що слово походить від Bier-Geist, тобто могильний дух.

### Діп
В каталонському міфі зла чорна волохата собака, що смокче з людей кров і є поплічником диявола, називається Діп. Як і інші істоти в каталонських міфів, пов'язані з дияволом, Діп має кульгавість на одну ногу. Незважаючи на настільки зловісну суть, Діп зображений на гербі каталонського муніципалітету Пратдіп.

### Мудді Дуу
Ім'я Мудді Дуу у фольклорі острова Мен носить чорний пес, що живе виключно в замку Пил. Пса описують як «великого, зростанням з теляти, з очима як олов'яні тарілки». Найчастіше Мудді Дуу бачить охорона замку, від якої й пішли перші чутки про появу собаки-примари.

### Церковний Грим
Церковний Грим є фігурою англійського і скандинавського фольклору. Грим є супутніми духами церков і покликані наглядати за добробутом конкретної церкви. Вони можуть з'являтися у вигляді чорних собак або маленьких деформованих темношкірих людей.
Шведський Кіркгрім ототожнюється з духами тварин, яких приносили в жертву ранніми християнами в будівлях нових храмів. У деяких частинах Європи, включаючи Велику Британію та Скандинавію, було прийнято ховати живцем повністю чорного собаку в північній стороні основи того, що будується храми, створюючи таким чином духу-хранителя, церковного грима, який захищатиме церкву від диявола.
Образ Гриму міцно влаштувався в літературі. Так, у 1914 році в журналі «The Century Magazine» була опублікована розповідь Едена Філпотса «The Church-grim». Як передвісник біди, Грим з'являється в третій книзі про Гаррі Поттера.

## В культурі
В більш пізній період, образ пекельної гончої отримав розвиток в літературі: найбільш відомі образи, такі як Грим, згадуються у Гаррі Поттера і Собака Баскервілів з повісті про Холмса. Також з'являється в серії книг Ріка Ріордана і не один раз.
У відео- та рольових іграх цей образ є одним з найбільш популярних: пекельні гончі — типовий супутник різних демонічних створінь. Вони можуть видихати полум'я і невтомно переслідувати втікачів.
Пекельний пес в деяких джерелах — це слуга демона, який служить, щоб забрати душу у людини, яка уклала з цим демоном угоду.
Пекельні гончі згадуються в серіалі «Надприродне».